# Elf (film)
Elf is een film uit 2003 geregisseerd door Jon Favreau, geschreven door David Berenbaum en in de hoofdrollen Will Ferrell, James Caan en Zooey Deschanel. De film werd op 7 november 2003 in de Verenigde Staten uitgebracht. 

## Verhaal
Een baby kruipt in de zak van de Kerstman terwijl hij speelgoed levert aan een weeshuis op een kerstavond. De baby wordt ongewild meegenomen naar de Noordpool, waar Papa Elf (Bob Newhart) vrijwilligers zoekt om hem op te voeden. De baby heet Buddy (Will Ferrell) en wordt zonder te vertellen en zonder bewustzijn dat hij eigenlijk als mens is grootgebracht, totdat zijn enorme omvang en beperkte capaciteiten om speelgoed te maken Papa Elf noodzaken hem de waarheid te vertellen. De oude elf onthult dat Buddy geboren werd als zoon van Walter Hobbs (James Caan) en Susan Wells en ter adoptie aangeboden is en dat Walter niet wist dat Buddy werd geboren. Hij legt uit hoe Susan later overleed en dat Walter nu werkzaam is bij een kinderboekenbedrijf in New York. Santa vertelt Buddy dat Walter op "de ondeugende lijst" staat, maar stelt niettemin Buddy voor om zijn vader in New York te vinden.
Bij aankomst in New York toont Buddy zijn onkunde op verschillende manieren, zoals dat hij de straat oversteekt op het verkeerde moment, kauwgom weggooit op de roltrap naar een metro, en de claim van een koffieshop letterlijk neemt betreffende "'s werelds beste kopje koffie". Buddy vindt zijn vader uiteindelijk in de Empire State Building, maar een ongelovige Walter Hobbs gooit hem eruit. Buddy neemt de sarcastische suggestie van een bewaker serieus om "terug te keren naar Gimbel's", waar hij wordt aangezien voor een werknemer en de mooie, maar niet enthousiaste Jovie (Zooey Deschanel) ontmoet. De volgende ochtend is Buddy geschokt wanneer hij ontdekt dat Gimbels Santa niet het echte artikel is en er een gevecht ontstaat tussen hen. Buddy wordt gearresteerd en Walter betaalt met tegenzin zijn borg en neemt hem mee naar een kinderarts voor een DNA-test. Zodra bewezen is dat Buddy Walters zoon is, neemt hij Buddy naar huis om zijn stiefmoeder Emily (Mary Steenburgen) en half-broer Michael (Daniel Tay) te ontmoeten. Walter wordt duidelijk afgeschrikt door het onvolgroeide onschuldige gedrag van Buddy, maar Emily dringt erop aan dat ze zorgen voor Buddy totdat hij "herstelt".
Buddy raakt bevriend met Michael wanneer hij een groep pestkoppen in zijn eentje verslaat in een sneeuwballengevecht en Michael moedigt Buddy aan om Jovie uit te vragen. De volgende dag neemt Walter Buddy met tegenzin mee om met hem te werken en maakt gebruik van Buddy's naïviteit om hem naar de postkamer te sturen. Buddy raakt dronken door een whisky van een collega, denkende dat het siroop is en begint een feestje in de postkamer. Die nacht heeft Buddy een date met Jovie. Walter heeft ondertussen geprobeerd om zijn spartelende bedrijf te redden door het inhuren van de temperamentvolle bestseller-schrijver Miles Finch. Wanneer de niet al te grote Finch arriveert, ziet Buddy hem aan voor een elf. De gekwetste Finch valt Buddy aan en stormt de vergaderzaal uit zonder de deal te ondertekenen met het bedrijf van Walter. Walter is zo boos over deze tegenslag dat hij schreeuwt tegen Buddy om "uit zijn leven te verdwijnen". Een diep gekwetste Buddy zwerft die avond (kerstavond) door New York, totdat hij omhoog kijkt en de slee van de Kerstman ziet crashen in Central Park. Hij vindt de Kerstman, die uitlegt dat hij de motor van de slee verloor en dat het laatste beetje van de kerstsfeer (die de slee voordien had aangedreven) was opgegaan. De Kerstman overtuigt Buddy ervan om hem te helpen vast de slee te repareren.
Ondertussen interrumpeert Michael de bestuursvergadering van Walter om hem driftig te vertellen dat Buddy ervandoor is gegaan. Hij slaagt erin om Walter te overtuigen zijn familie voor de eerste keer boven zijn werk te stellen en de twee vinden Buddy in Central Park waar hij de motor van de slee aan het lokaliseren is. Buddy neemt hen mee om de Kerstman te ontmoeten, die Michael onthult dat het geloof in de Kerstman (die zich manifesteert in de wetenschap dat de Kerstman mensen brengt wat ze graag willen voor de Kerst) zijn slee kan laten vliegen. Michael steelt vervolgens de lijst van de Kerstman en leest deze voor voor televisiecamera's die aan de rand van het park samenkomen, zodat alle mensen overal in New York overtuigd geloven in de Kerstman. De Central Park Rangers beginnen de slee te achtervolgen, terwijl Buddy nog steeds probeert om de motor te bevestigen, en uiteindelijk raakt de motor verloren. Echter herinnert Jovie zich wat Buddy haar verteld had over hoe het zingen de beste manier is om de vreugde van Kerstmis te verspreiden, erin slaagt om haar verlegenheid te overwinnen en de slee in de lucht te krijgen door de kracht van kerstsfeer doordat ze de menigte leidt in het zingen van "Santa Claus is Coming to Town", waarin uiteindelijk zelfs Walter meedoet. Later start Walter zijn eigen uitgeverij met als eerste boek genaamd Elf, een verslag van de avonturen van Buddy. Buddy en Jovie trouwen en krijgen een dochter genaamd Susie, en er wordt getoond dat ze regelmatig Papa Elf en de Noordpool bezoeken.

## Rolverdeling
- Will Ferrell als Buddy Hobbs
- Bob Newhart als Papa Elf
- Ed Asner als Santa
- James Caan als Walter Hobbs
- Zooey Deschanel als Jovie
- Mary Steenburgen als Emily Hobbs
- Daniel Tay als Michael Hobbs
- Faizon Love als Gimbels manager
- Peter Dinklage als Miles Finch
- Amy Sedaris als Deb
- Michael Lerner als Fulton
- Andy Richter als Morris
- Kyle Gass als Eugene
- Artie Lange als Gimbels Santa
- Leon Redbone (stem) als Leon de sneeuwman
- Ray Harryhausen (stem) als Polar Bear Cub
- Jon Favreau als Dr. Leo